# Enterolobium
Enterolobium es un género de numerosas especies fanerógamas en la familia Fabaceae, nativa de regiones tropicales y templadas cálidas de América. Son árboles de media talla a grandes.

## Descripción
Son árboles, inermes; plantas hermafroditas. Con hojas bipinnadas, pinnas 2–30 pares; folíolos 4–80 pares por pinna; pecíolos con glándulas cupuliforme-pateniformes, sobre o hundidas en los surcos peciolares, estípulas pequeñas, en su mayoría caducas. Inflorescencias de capítulos compactos o umbeliformes, solitarias, fasciculadas o arregladas en pseudoracimos, algunas veces simpódicas, axilares o en los nudos afilos viejos, flores homomorfas o heteromorfas; cáliz gamosépalo, 5–8-lobado; corola gamopétala, 5–8-lobada; estambres (8–) 10–70, connados basalmente en un tubo adnado a la corola, anteras sin glándula apical; ovario sésil, estigma diminuto, como un poro. Fruto oblongo o ampliamente linear, comprimido-enrollado o encorvado-reniforme, valvas duras, internamente septadas, indehiscentes, exocarpo delgado, mesocarpo seco y farinoso-fibroso o resinoso-pulposo, endocarpo papiráceo; semillas transversales, comprimidas, sin arilo.

## Distribución
Es género se distribuye desde el sur de México hasta el norte de Argentina, incluyendo las Antillas Mayores.

## Taxonomía
El género fue descrito por Carl Friedrich Philipp von Martius y publicado en Flora 20(2, Beibl.): 117. 1837. La especie tipo es: 	Enterolobium contortisiliquum (Vell.) Morong
Especies
- Enterolobium barinense L.Cárdenas & Rodr.-Carr.
- Enterolobium barnebianum Mesquita & M.F.Silva
- Enterolobium contortisiliquum (Vell.) Morong
- Enterolobium cyclocarpum (Jacq.) Griseb.
- Enterolobium ellipticum Benth.
- Enterolobium glaziovii (Benth.) Mesquita
- Enterolobium guaraniticum Hassl.
- Enterolobium gummiferum (Mart.) J.F.Macbr.
- Enterolobium mangense Fawc. & Rendle
- Enterolobium maximum Ducke
- Enterolobium monjollo Benth.
- Enterolobium oldemanii Barneby & J.W.Grimes
- Enterolobium saman Prain ex King
- Enterolobium schomburgkii (Benth.) Benth.
- Enterolobium timbouva Mart.